# ソロン・アーヴィング・ベイリー
| ベイリーが発見した小惑星 | ベイリーが発見した小惑星 |
| ------------------------ | ------------------------ |
| (504) コーラ             | 1902年6月30日            |

ソロン・アーヴィング・ベイリー（Solon Irving Bailey、1854年12月29日 - 1931年6月5日）は、アメリカの天文学者。
ベイリーは1887年にハーバード大学天文台の職員になった。天文台がユーライア・アサートン・ボイデン (Uriah A. Boyden) の遺言によって設立された「ボイデン基金」を受けた後、ベイリーはペルーのアレキパに「ボイデン観測所」を設けるにあたって中心的な役割を果し、1892年から1919年までそこに勤めた。彼はまた、気象学研究のために空気の薄い高地に赴いた。その後、ボイデン観測所は1927年により気候条件が良い南アフリカに移転し、ボイデン天文台となった。
彼はとりわけ、南天で見られる球状星団の変光星の研究をした。1903年のエロスの衝に際しては、その光度曲線の周期を高い精度で測った。
エドワード・ピッカリングが死んだ1919年からハーバード大学天文台の責任者となり、1921年にハーロー・シャプレーに引き継いだ。